# Cloreto de p-acetil sulfanilida
O Cloreto de p-acetil sulfanilida é um composto químico de fórmula bruta C8H8ClNO3S

## Propriedades
Sólido, pó branco ou cristais. Insolúvel em água e solúvel em benzeno a quente na proporção de 1,5 a 2%.
Ele é um intermediário na Síntese da N4-AcetilSulfanilamida.
MM.= 233,67 g/mol
PF = 148° a 149°C
Também é conhecido como Cloreto de p-acetanidobenzenossulfonila